# Captain Tsubasa: Dream Team
Captain Tsubasa: Dream Team es un videojuego de simulación de fútbol con elementos de rol para dispositivos móviles, desarrollado y publicado por KLab, disponible para sistemas operativos iOS y Android. Está basado en la franquicia de manga y anime Captain Tsubasa. El videojuego fue lanzado inicialmente en Japón el 13 de junio de 2017, y luego de manera internacional el 5 de diciembre del mismo año. Está disponible de forma gratuita, aunque contiene la opción de realizar micropagos.

## Jugabilidad
Es un videojuego de creación y administración de un equipo de fútbol, donde hay que conseguir jugadores y mejorarlos, configurar la formación, gestionar a los suplentes, etc. El sistema de juego en los partidos consta de un tablero del campo de fútbol, donde los jugadores se mueven automáticamente, y donde se puede elegir realizar pases o rematar al arco. Cuando la pelota se cruza en el camino de un rival, dependerá de sus estadísticas si consigue hacerse con su control. Existen "duelos", que es cuando un jugador se enfrenta a un rival, habiendo distintas opciones que tomar. Puede elegirse hacer un regate, dar un pase, rematar al arco o utilizar una habilidad especial, cuando se esté en modalidad de ataque. En cambio en defensa, se puede optar por realizar un bloqueo, una intercepción, una entrada o el uso de la habilidad especial. Hay una barra de energía que se va gastando a medida que se juegan partidos y, de acabarse por completo, será necesario esperar una cierta cantidad de tiempo a que se recargue o realizar un pago con dinero real.
Hay un ruleta donde se pueden conseguir nuevos jugadores de forma aleatoria. Esta ruleta funciona con "bolas de ensueño", un tipo de divisa que puede conseguirse al jugar y completar misiones o a través de micropagos con dinero real. A medida que se juega también se reciben medallas, otra forma de dinero dentro del juego, que permiten comprar mejoras para los personajes, billetes de ruleta para aumentar la posibilidad de conseguir mejores jugadores o adquirir jugadores de manera directa.

## Modos de juego
Historias: en el modo historia se pueden revivir las aventuras de Tsubasa que hemos visto en el manga y anime, desde su niñez hasta su llegada al fútbol profesional.
Ligas: competimos en partidas igualadas con equipos de todo el mundo pero manejados por la inteligencia artificial del juego. Esta sección dispone de una tabla clasificatoria dividida en rangos, en donde el objetivo es llegar a lo más alto.
Juego en línea: permite jugar contra otros jugadores en tiempo real.
Entrenamiento: modo para aumentar las estadísticas de los jugadores, elevar su capacidad, seguir su evolución, hacer que mejoren sus técnicas especiales o modificarlas en  general.

## Recepción

### Críticas
Captain Tsubasa: Dream Team ha recibido críticas mayormente positivas, las cuales destacan su modo historia, la variedad de modos disponibles para jugar, unas mecánicas de juego muy adictivas y un diseño gráfico muy atractivo. Pero recibiendo comentarios negativos por la cantidad de opciones de micropagos, las excesivas pantallas de carga y un sistema de juego que a la larga termina resultando monótono.